# Мнемоника
Мнемо́ника (др.-греч. μνημονικόν — искусство запоминания), мнемоте́хника — совокупность специальных приёмов и способов, облегчающих запоминание нужной информации и увеличивающих объём памяти путём образования ассоциаций (связей): замена абстрактных объектов и фактов на понятия и представления, имеющие визуальное, аудиальное или кинестетическое представление, связывание объектов с уже имеющейся в памяти информацией, различные модификации для упрощения запоминания.
Основные приёмы:
- Образование смысловых фраз из начальных букв запоминаемой информации;
- Рифмизация;
- Запоминание длинных терминов или иностранных слов с помощью созвучных;
- Нахождение ярких необычных ассоциаций (картинки, фразы), которые соединяются с запоминаемой информацией;
- Метод Цицерона на основе пространственных мест;
- Метод Айвазовского основан на тренировке зрительной памяти;
- Методы запоминания цифр:
  - закономерности;
  - знакомые числа.

## Основной метод запоминания в современной мнемонике
Запоминание в мнемонике основано на свойстве памяти очень быстро запоминать связь между одновременно воспринимаемыми образами (или, что то же самое, связь между образами, созданную в воображении).
Иллюстрированная система образных кодов, существующая в настоящее время только в русскоязычной мнемонике, является одним из основных методов запоминания, наряду с «ударным методом» — приёмом образования искусственной ассоциации (связь нескольких образов с частями одного образа).
Объём запоминания с помощью мнемоники ограничен достаточно низкой скоростью запоминания (в среднем 6 секунд на запись в память одной связи). Мнемоническое запоминание похоже на образное конспектирование: запоминается самое важное и в виде зрительных образов.
При запоминании больших массивов информации в том или ином виде применяется ментальный мнемический процесс и метод запоминания группирования- включающий: разбивку массива на известные и неизвестные для человека фрагменты; объединение элементов каждого неизвестного фрагмента в единый целостный объект памяти; увязывание всех известных и объединённых фрагментов массива в целое; повторение действий по разбивке, объединению и увязыванию до итогового результата в виде набора ассоциативно связанных объектов памяти, обеспечивающего удобный лёгкий доступ памяти к содержимому исходного информационного массива в целом.

## История

### Предпосылки появления
Искусство запоминания было особенно важным в дописьменные периоды человеческой истории. Так, жрецы, шаманы, сказители должны были запоминать огромные объёмы информации. Даже после появления письменности искусство запоминания не утратило своей актуальности. Очень малое количество книг, дороговизна материалов для письма, большая масса и объём написанной книги — всё это побуждало запоминать текст. Сказывалось также и длительное время нахождения в дороге во время путешествий, когда читать и писать было невозможно и приходилось пользоваться тем, что есть в памяти.

### Первые тексты
Первые известные нам тексты по мнемонике создавали древние греки. Искусство запоминания также развивалось средневековыми монахами, которым нужно было помнить огромное количество богослужебных текстов. В эпоху Возрождения, когда знания стали считаться силой (Френсис Бэкон: «Знание само по себе — сила»), способность держать знания в голове также ценилась очень и очень высоко. Например, книги по мнемонике писал Джордано Бруно. В своих показаниях трибуналу инквизиции он сообщает, что напечатал во Франции книгу о памяти под названием «О тенях идей». Учитывая то, что Бруно приглашал к себе король Генрих III (король Франции), желая выяснить — откуда у него столько знаний, следует предположить, что Бруно хорошо владел искусством запоминания.

## Методы

### Цифро-буквенный алфавит
Суть его заключается в том, что каждой цифре ставятся в соответствие какие-то согласные буквы. Алфавитов таких известно несколько.
- 0 — буквы Н и Л в слове «НоЛь» или буква Х — крест, отсутствие числового значения.
- 1 — Р от слова «Раз» или буква К, которую легко дорисовать из цифры 1.
- 2 — Д — «Два» или Г, так как эта цифра больше всего напоминает данную маленькую букву.
- 3 — Т от «Три», или З — по внешнему сходству, или Ж как тройка и её зеркальное отражение.
- 4 — Ч от слова «Четыре» и напоминающая её буква Ц.
- 5 — П — «Пять» по схожести звучания или Б по внешнему виду.
- 6 — Ш — «Шесть» или Щ (тоже по схожести звучания).
- 7 — С — «Семь».
- 8 — В — «Восемь» или как сходное по звучанию Ф.
- 9 — М от слова «Mного», так как 9 самая большая цифра.

### Буквенно-цифровой код (БЦК), представленный Я.Перельманом
В книге Якова Перельмана «Фокусы и развлечения» 1927 года издания, представлен данный буквенно-цифровой код:
1. ГЖ
2. ДТ
3. КХ
4. ЧЩ
5. ПБ
6. ШЛ
7. СЗ
8. ВФ
9. РЦ
0. МН
Пример использования: Нужно запомнить номер комнаты в отеле (например, 1725). Цифра 1 — это буква Г, цифра 7 — буква С. 2 — это Т, 5 — это П. Теперь вспоминаем два слова, в первом из которых у нас согласные Г и С, а во втором — Т и П. Например, ГуСь и ТоПор.
Создаём последовательную ассоциацию: Гусь держит в клюве топор.

### КДЧ Код дробных чисел
Для дробных чисел создаются буквосочетания, в виде иностранного слова имени и/или фамилии. Этим словам соответствует транслитерация на русский язык.
Если число дробное: Л — если стоит не первой и не последней буквой обозначает запятую, связывающую целую часть с дробной (линк). Р — если стоит первой в не первом слове и после запятой, обозначает повтор слова (репризу).

### Использование зрительной памяти
Используются различные внешние структурирующие приёмы, позволяющие активизировать зрительную память. Может использоваться для запоминания стихотворений, опорного плана, последовательности действий и т. п. Такие приёмы особо эффективны для людей с доминированием зрительной памяти над другими её видами.
Многим знакома ситуация, когда возникала проблема получить связанные с каким-нибудь зрительным образом некие недавно образованные ассоциации, связи. Например, вспомнить фамилию человека. Если фамилия как-то помечалась (особенно, если как-то запоминательно — с какими-либо значимыми, примечательными событиями, эпизодами, дизайнами и т. п.), то достаточно взглянуть на место записи (например, классный журнал), как нужная фамилия сразу вспоминается. Но если известно, что такого «костыля» для мозга под рукой может не оказаться, лучше сделать его заранее «искусственно». Уж он всегда будет «под рукой».
Приём Смысловой рисунок: создаётся «зрительный каркас (скелет, план)», по которому можно «прогуливаться» в произвольном порядке и с произвольной точки.
Примеры:
- Запоминание стихотворения
  - Каждая строка (либо несколько строк) обозначается (кодируется) своим поясняющим шаблоном-«иероглифом» (графическим символом, схематическим рисунком). Для кодирования процесса/объекта (смысла) используются стандартные либо самостоятельно придуманные ассоциативные символы (лучше запоминаются первые возникшие ассоциации, связанные с запоминаемым объектом). Расположение кодирующих символов — обычно последовательно слева направо либо сверху вниз. При ручной прорисовке символов активизируется также и моторная память, что увеличивает запоминание. Схематические рисунки лучше «помещать» по хорошо известному пути (использование памяти запоминания местности, её объектов и рельефа), например, пути домой («развешивать», «прибивать», «вкапывать», ставить за угол и т. п.). После расстановки всех таких «иероглифов» достаточно мысленно «идти» по этой дороге и «считывать» расставленные рисунки-знаки. «Закодированная» в них ситуация должна ассоциативно всплывать в памяти.
- Запоминание ответов сервера: для запоминания частей первой строки ответа сервера (значений кодов состояния) с 400 по 417[3].

### Использование вспомогательных предметов
Использование некоторых «подсобных приспособлений» позволяет облегчить запоминание некоторой важной информации. Например, для запоминания того, «растущей» ли является фаза Луны, можно использовать палец, «приставленный» к полумесяцу на небе: если получается буква Р — растущая, иначе С — стареющая (вариант: Р — ребёнок, С — старик или С — сходящая). Аналогичное правило есть и во французском языке: p — «première» («первая» половина), а d — «dernière» («последняя» половина), в других вариантах «descendante» либо «décroissante» («убывающая» Луна).

### Использование звуковой памяти
Используются различные внешние структурирующие приёмы, позволяющие активизировать звуковую память.
Напев. Использование аудиопамяти, кодирование абстрактной информации звуком (напевом).
Примеры:
- Для запоминания морзянки: · − (ай-даа = А,А); − · · · (баа-ки-те-кут = Б,В); · − − (ви-даа-лаа = В,W).
- У всех 34 административных единиц Китая провинциального уровня есть сокращённое название из одного иероглифа. Для облегчения их запоминания в Китае была сложена «Песня сокращённых названий всех провинций, городов и автономных районов нашей страны» (кит. упр. 我国各省、市、自治区的简称歌), содержащая все эти названия, которую по состоянию на начало XXI века учили многие китайские школьники[4].

Рифма
Примеры:
- Сто фамилий — рифмованный список китайских фамилий. Последовательность фамилий не отражает их реальную распространённость, а подобрана в соответствии с рифмой, лёгкостью произношения в составе списка. Наряду с «Тысячесловием» и «Троесловием» составляет тройку самых популярных мнемонических текстов для обучения грамоте и запоминанию иероглифов, сокращённо именуемых «Три, сто, тысяча».

Запоминание числового выражения величины числа пи (~3,14159265358…) происходит легче, если использовать его стихотворные формы, в которых, например (см. также примеры в разделах ниже):
- число букв в каждом слове соответствует очередной цифре числа:

«Это я знаю и помню прекрасно

Пи многие знаки мне лишни, напрасны»
Также можно использовать диалог «Что я знаю о кругах?», предложенный Я. И. Перельманом:
— Что я знаю о кругах? (π ≈ 3,1416).

— Вот и знаю я число, именуемое Пи. — Молодец! (π ≈ 3,1415927).

— Учи и знай в числе известном за цифрой цифру, как удачу примечать (π ≈ 3,14159265359).
- Или когда рифмуются сами цифры:

«Чтобы ПИ запомнить, братцы,

Надо чаще повторять

Три, четырнадцать, пятнадцать

Девять, двадцать шесть и пять»
- Другой вариант разбиения:

«Чтобы нам не ошибиться,

Надо правильно прочесть

Три, четырнадцать, пятнадцать

Девяносто два и шесть»
Греческий алфавит (частично):
Альфа, бета

Гамма, дельта

Эпсилон

Дзета, эта

Тета, йота

Каппа

## Объекты запоминания

### Цифры
Некоторым людям сложно запоминать цифры (так как это абстрактная информация). Если вместо цифр использовать связанные с ними образы, то процесс запоминания существенно упрощается.

#### Одна цифра
Единица — кол, деревяшка в ошмётках коры, шершавая на ощупь. Двойка — лебедь, белоснежный и толстый и так далее для всех цифр.

#### Две и более
После создания образного ряда запоминание цифр превращается в игру, похожую на рисование мультфильма.
Например, для запоминания числа 21 можно представить себе лебедя, на которого упал кол, ушиб его и лебедь злобно шипит и щиплет кол. Таким образом, вместо абстрактных цифр в памяти появляются движущиеся картинки, которые легко и прочно в ней удерживаются.
Для закрепления в памяти буквенных обозначений римских цифр в порядке убывания можно использовать, например, такую фразу:
Мы Dарим Сочные Lимоны, Хватит Vсем Iх.
Соответственно M (1000), D (500), C (100), L (50), X (10), V (5), I (1).
Также цифры, идущие после X (10), можно запомнить фразой Эл Си Ди Монитор (LCD M).

### Предметы

#### Длинный список
Мысленно размещается на хорошо знакомой дороге — например, из дома на работу или в школу. Для запоминания иностранных слов создаются их яркие образы.
Например, для запоминания слова skirt — англ. юбка — можно представить себе скирду (это русское слово похоже на английское skirt) сена в юбке и удивлённого крестьянина рядом.
Можно использовать и «принцип сюжета» — сочинить рассказ (сюжет), в котором задействованы запоминаемые слова. Например, чтобы запомнить последовательность слов: «Слон, домик, телевизор», — придумываем: «Слон шёл к себе в домик смотреть телевизор».

## Примеры

### Русский язык

#### Предлоги
о, об:
Если «й» закрался в слог,
То тогда мы пишем «об».
Если гласный пред тобой,
Пишем «о», само собой.
Перед гласным пишут «об»,
Об этом знаю точно.
А перед согласным пишут «о»,
Скажу вам даже ночью.

#### Ять
См. соответствующий раздел статьи.

#### Глаголы
Исключения второго спряжения:
Ко второму же спряженью
Отнесём мы, без сомненья,
Все глаголы, что на -ить,
Исключенья: брить, стелить.
И ещё: смотреть, обидеть,
Слышать, видеть, ненавидеть,
Гнать, дышать, держать, вертеть
И зависеть и терпеть.

#### Прилагательные с суффиксом «янн»
Стеклянный, оловянный, деревянный. Окно — рама деревянная, пластина стеклянная, ручка оловянная.

#### Слова, в которых после Ц пишется Ы
Цыган, цыплёнок, цыпочки, цыц. Цыган встал на цыпочки и сказал цыплятам: Цыц!

#### Наречия, в которых мягкий знак в конце слова после шипящего не пишется
Уж, невтерпёж, замуж. Уж замуж невтерпёж!

## Соревнования по запоминанию
С 1991 года проводятся чемпионаты мира по памяти. На первом, прошедшем в Лондоне, победил британец Доминик О’Брайен. В настоящее время соревнования проводятся в 30 странах мира по следующим дисциплинам: абстрактные изображения, слова, имена и лица, карты на скорость, последовательность карт за час, цифры на скорость, числа за час, двоичные числа на скорость, исторические даты, числа на слух.

## В литературе
- «Мнемон» — научно-фантастический рассказ Роберта Шекли 1971 года.